# A Tab in the Ocean
A Tab in the Ocean es el segundo álbum del grupo anglo-alemán de rock progresivo Nektar.
El álbum ha tenido tres ediciones. La primera salió en Alemania Occidental en 1972, y posteriormente, en 1976, se hizo una edición específica para su distribución en EE. UU. donde se recortó la duración de algunos de los temas, así como pequeñas variaciones de calidad de sonido, timbre y afinación.
En el año 2004 el álbum fue relanzado en una edición que tenía la versión original y a su vez el remix estadounidense. 
El año 1984 el grupo de Heavy Metal Iron Maiden publica una canción llamada "King of Twilight" en el sencillo "Aces High", la cual es un cover donde fusionan "Criyng in the Dark" junto a "King of Twilight". 

## Pistas
Todas las canciones escritas por Nektar.
| Cara A |                      |          |  |
| N.º    | Título               | Duración |  |
| 1.     | «A Tab in the Ocean» | 16:43    |  |

| Cara B |                      |          |  |
| N.º    | Título               | Duración |  |
| 2.     | «Desolation Valley»  | 5:42     |  |
| 3.     | «Waves»              | 2:30     |  |
| 4.     | «Crying in the Dark» | 6:28     |  |
| 5.     | «King of Twilight»   | 4:16     |  |

## Reedición del 2004
| The original German mix 1972 (Mix original alemán de 1972) |                             |          |  |
| N.º                                                        | Título                      | Duración |  |
| 1.                                                         | «A Tab in the Ocean»        | 16:53    |  |
| 2.                                                         | «Desolation Valley / Waves» | 8:13     |  |
| 3.                                                         | «Crying in the Dark»        | 6:29     |  |
| 4.                                                         | «King of Twilight»          | 4:22     |  |

| 1976 US Mix (Mix Estadounidense de 1976) |                             |          |  |
| N.º                                      | Título                      | Duración |  |
| 5.                                       | «A Tab in the Ocean»        | 16:04    |  |
| 6.                                       | «Desolation Valley / Waves» | 8:33     |  |
| 7.                                       | «Crying in the Dark»        | 5:14     |  |
| 8.                                       | «King of Twilight»          | 4:05     |  |

## Personal
Nektar
- Roye Albrighton – guitarra, voz
- Mick Brockett – liquid lights
- Allan Freeman – teclados, coros, Mellotron
- Ron Howden – batería, percusión, coros
- Derek "Mo" Moore – bajo, voz

Producción
- Productor: Peter Hauke
- Ingeniero de sonido: Dieter Dierks